# Gilliam (Luizjana)
Gilliam – wieś w Stanach Zjednoczonych, w stanie Luizjana, w parafii Caddo.